# 泉州工艺美术职业学院
泉州工艺美术职业学院，简称泉州工艺美院，是中华人民共和国的一所全日制专科公办省属普通高等职业学校，位于福建省泉州市德化县。
2005年5月，泉州德化技术学校、德化职业中等专业学校、德化成人中等专业学校和德化矿物质分析中心合并为德化陶瓷职业技术学院。2013年3月，更名为泉州工艺美术职业学院。